# تکیه (کمیجان)
تکیه روستایی است از توابع شهرستان کمیجان در استان مرکزی. این روستا در دهستان وفس در بخش مرکزی این شهرستان قرار دارد.

## مشخصات منطقه ای
روستای تکیه طبق تقسیمات اخیر کشوری، ازتوابع دهستان وفس وبخش مرکزی شهرستان کمیجان می‌باشد. این روستا بامختصات جغرافیایی ۵۲درجه و ۲۴دقیقه طول شرقی و۳۴درجه و۵۲دقیقه عرض شمالی در شمال غربی استان مرکزی قراردارد. فاصله روستای تکیه تا کمیجان ۵ کیلومتر می‌باشد.

## جمعیت
بنابر سرشماری مرکز آمار ایران، جمعیت تکیه در سال ۱۳۸۵ برابر با ۵۹ نفر بوده است. این روستا ۱۹خانوار دارد.